# Kardinalzahlarithmetik
Unter Kardinalzahlarithmetik versteht man in der Mengenlehre Regeln über mathematische Operationen zwischen Kardinalzahlen. Diese Operationen sind die aus der Theorie der natürlichen Zahlen bekannten Addition, Multiplikation und Potenzierung, die auf die Klasse der Kardinalzahlen ausgedehnt werden. Im Gegensatz zur Ordinalzahlarithmetik werden diese Operationen nicht durch transfinite Induktion, sondern durch Mengenoperationen definiert.
Die Addition und die Multiplikation erweisen sich als sehr einfach, über das Potenzieren hingegen kann man in der ZFC-Mengenlehre nur unter der Annahme zusätzlicher Axiome zu starken Aussagen kommen.

## Definitionen
Die Idee der Kardinalzahlen besteht im Vergleich von Mächtigkeiten. Mit Hilfe des Auswahlaxioms kann man zu jeder Menge {\displaystyle X} eine zu ihr gleichmächtige Ordinalzahl finden und wegen deren Wohlordnung auch eine kleinste solche Ordinalzahl, die man die Kardinalität oder Mächtigkeit der Menge nennt und mit {\displaystyle |X|} bezeichnet. Die als Mächtigkeit auftretenden Ordinalzahlen heißen bekanntlich Kardinalzahlen, diese werden mit griechischen Buchstaben {\displaystyle \kappa }, {\displaystyle \lambda }, {\displaystyle \mu } ... bezeichnet, wohingegen Ordinalzahlen mit den Anfangsbuchstaben {\displaystyle \alpha }, {\displaystyle \beta } ... des griechischen Alphabets notiert werden. Die endlichen unter den Kardinalzahlen sind die natürlichen Zahlen, die unendlichen können durch die {\displaystyle \aleph }-Funktion aufgezählt werden, das heißt die unendlichen Kardinalzahlen sind die {\displaystyle \aleph _{\alpha }}, wobei {\displaystyle \alpha } die Ordinalzahlen durchläuft. 
- Zur Addition zweier Kardinalzahlen {\displaystyle \kappa } und {\displaystyle \lambda } finde man zwei disjunkte zu ihnen gleichmächtige Mengen {\displaystyle X} und {\displaystyle Y} und definiere {\displaystyle \kappa +\lambda :=|X\cup Y|}, also als die Mächtigkeit der disjunkten Vereinigung.

- Zur Multiplikation zweier Kardinalzahlen {\displaystyle \kappa } und {\displaystyle \lambda } finde man zwei zu ihnen gleichmächtige Mengen {\displaystyle X} und {\displaystyle Y} und definiere {\displaystyle \kappa \cdot \lambda :=|X\times Y|}, also als die Mächtigkeit des kartesischen Produktes.

- Zur Potenzierung zweier Kardinalzahlen {\displaystyle \kappa } und {\displaystyle \lambda } finde man zwei zu ihnen gleichmächtige Mengen {\displaystyle X} und {\displaystyle Y} und definiere {\displaystyle \kappa ^{\lambda }\,:=\,|X^{Y}|}, also als die Mächtigkeit der Menge aller Funktionen von {\displaystyle Y} nach {\displaystyle X}.

In allen drei Fällen kann man zeigen, dass die Definition nicht von der Wahl der Mengen {\displaystyle X} und {\displaystyle Y} abhängt. Da {\displaystyle \kappa } und {\displaystyle \lambda } selbst Mengen sind, kann man auch einfach
- {\displaystyle \kappa +\lambda \,:=\,|(\kappa \times \{0\})\cup (\lambda \times \{1\})|}
- {\displaystyle \kappa \cdot \lambda \,:=\,|\kappa \times \lambda |}
- {\displaystyle \kappa ^{\lambda }\,:=\,|\kappa ^{\lambda }|}

schreiben, die zuerst gegebenen Definitionen sind aber flexibler zu handhaben. In der dritten Definition steht links die zu definierende Potenz zweier Kardinalzahlen, rechts bedeutet {\displaystyle \kappa ^{\lambda }} die Menge aller Funktionen {\displaystyle \lambda \rightarrow \kappa }, für beides wird dieselbe Notation verwendet. Ferner überlegt man sich leicht, dass die so definierten Operationen für endliche Kardinalzahlen, das heißt für natürliche Zahlen, mit den bekannten Operationen übereinstimmen.
- Die oben definierte Addition kann wie folgt auf unendliche Summen ausgedehnt werden: Ist {\displaystyle (\kappa _{i})_{i\in I}} eine Familie von Kardinalzahlen, so seien {\displaystyle X_{i}} zu den {\displaystyle \kappa _{i}} gleichmächtige und paarweise disjunkte Mengen, zum Beispiel {\displaystyle X_{i}=\kappa _{i}\times \{i\}}. Die Summe der {\displaystyle \kappa _{i}} ist wie folgt definiert:

{\displaystyle \sum _{i\in I}\kappa _{i}:=\left|\bigcup _{i\in I}X_{i}\right|}
- Auch die Multiplikation lässt sich auf unendliche Produkte erweitern: Ist {\displaystyle (\kappa _{i})_{i\in I}} eine Familie von Kardinalzahlen, so seien {\displaystyle X_{i}} zu den {\displaystyle \kappa _{i}} gleichmächtige Mengen. Das Produkt der {\displaystyle \kappa _{i}} ist wie folgt definiert:

{\displaystyle \prod _{i\in I}\kappa _{i}:=\left|\prod _{i\in I}X_{i}\right|}
Dabei tritt das Produktzeichen in zwei Bedeutungen auf: Auf der linken Seite steht es für das zu definierende unendliche Produkt von Kardinalzahlen und auf der rechten Seite für das kartesische Produkt.
Auch die Definitionen der unendlichen Operationen sind von der Auswahl der Mengen {\displaystyle X_{i}} unabhängig und daher wohldefiniert.

## Addition und Multiplikation
Addition und Multiplikation erweisen sich für unendliche Kardinalzahlen als triviale Operationen, denn es gilt:
- Ist wenigstens eine der von 0 verschiedenen Kardinalzahlen {\displaystyle \kappa } und {\displaystyle \lambda } unendlich, so gilt

{\displaystyle \kappa +\lambda =\kappa \cdot \lambda =\max\{\kappa ,\lambda \}},
beziehungsweise in der Aleph-Notation {\displaystyle \aleph _{\alpha }+\aleph _{\beta }=\aleph _{\alpha }\cdot \aleph _{\beta }=\aleph _{\max\{\alpha ,\beta \}}} für alle Ordinalzahlen {\displaystyle \alpha } und {\displaystyle \beta }, siehe Satz von Hessenberg.
- Ist {\displaystyle \lambda } eine unendliche Kardinalzahl und sind {\displaystyle \kappa _{i}}, {\displaystyle i<\lambda } von 0 verschiedene Kardinalzahlen, so gilt

{\displaystyle \sum _{i<\lambda }\kappa _{i}=\lambda \cdot \sup\{\kappa _{i};\,i<\lambda \}}.
- Für Kardinalzahlen {\displaystyle \lambda } und {\displaystyle \kappa _{i}>0}, {\displaystyle i\in I} gelten die erwarteten Regeln

{\displaystyle \prod _{i\in I}\kappa _{i}^{\lambda }=\left(\prod _{i\in I}\kappa _{i}\right)^{\lambda }},
{\displaystyle \prod _{i\in I}\lambda ^{\kappa _{i}}=\lambda ^{\sum _{i\in I}\kappa _{i}}}.
Summe und Produkt stehen ferner durch den Satz von König in Beziehung, was zu wichtigen Ungleichungen führt.

## Potenzierung
Das Potenzieren von Kardinalzahlen erweist sich als wesentlich interessanter, da dies die Frage nach zusätzlichen Axiomen der Mengenlehre aufwirft. Schon die naheliegende Frage, ob {\displaystyle 2^{\aleph _{0}}=\aleph _{1}} gilt, die sogenannte Kontinuumshypothese, lässt sich mittels ZFC nicht entscheiden. In der folgenden Darstellung wird es darum gehen, für die Potenz {\displaystyle \kappa ^{\lambda }} einen geschlossenen Ausdruck oder eine andere Potenz mit kleineren Kardinalzahlen zu finden. Die wegen der Fallunterscheidungen zunächst unübersichtlich erscheinende Situation vereinfacht sich, wenn man zusätzliche Axiome zur Mengenlehre hinzunimmt. Wir beginnen mit den wichtigen Zweierpotenzen und wenden uns dann den allgemeinen Potenzen zu.

### Kontinuumsfunktion
Die Zweierpotenzen {\displaystyle 2^{\kappa }} zur Basis {\displaystyle 2=\{0,1\}} sind Mächtigkeiten von Potenzmengen, denn {\displaystyle 2^{\kappa }\rightarrow P(\kappa ),f\mapsto \{\alpha ;f(\alpha )=1\}} ist offenbar eine Bijektion von {\displaystyle 2^{\kappa }} auf die Potenzmenge von {\displaystyle \kappa }. Die Funktion {\displaystyle \kappa \mapsto 2^{\kappa }} wird auch Kontinuumsfunktion genannt.
Die folgenden Abkürzungen werden im nachfolgenden Satz über diese Potenzen verwendet:
Ist {\displaystyle \kappa } eine Kardinalzahl, so bezeichne {\displaystyle \operatorname {cf} \kappa } ihre Konfinalität. Mit {\displaystyle \kappa ^{<\lambda }} sei das Supremum über alle {\displaystyle \kappa ^{\mu }} mit {\displaystyle \mu <\lambda } bezeichnet, wobei {\displaystyle \lambda } eine Limes-Kardinalzahl sei. Dann hat man:
- Für Kardinalzahlen {\displaystyle \kappa <\lambda } gilt {\displaystyle 2^{\kappa }\leq 2^{\lambda }}.
- {\displaystyle \kappa \,<\,\operatorname {cf} 2^{\kappa }} für unendliche Kardinalzahlen {\displaystyle \kappa }.
- {\displaystyle 2^{\kappa }\,=\,(2^{<\kappa })^{\operatorname {cf} \kappa }} für Limes-Kardinalzahlen {\displaystyle \kappa }.

Führt man schließlich noch die sogenannte Gimel-Funktion {\displaystyle \gimel (\kappa ):=\kappa ^{\operatorname {cf} \kappa }} ein, so kann man die Zweierpotenzen {\displaystyle 2^{\kappa }} durch diese Gimel-Funktion und Zweierpotenzen mit kleineren Exponenten ausdrücken:
- {\displaystyle 2^{\kappa }=\gimel (\kappa )} für Nachfolger-Kardinalzahlen {\displaystyle \kappa }.
- {\displaystyle 2^{\kappa }=2^{<\kappa }\cdot \gimel (\kappa )} für Limes-Kardinalzahlen, wenn die Kontinuumsfunktion unterhalb {\displaystyle \kappa } schließlich konstant wird.
- {\displaystyle 2^{\kappa }=\gimel (2^{<\kappa })} für Limes-Kardinalzahlen, wenn die Kontinuumsfunktion unterhalb {\displaystyle \kappa } nicht schließlich konstant wird.

Dass die Kontinuumsfunktion unterhalb {\displaystyle \kappa } schließlich konstant wird, bedeutet, dass es ein {\displaystyle \lambda } gibt, so dass {\displaystyle 2^{\mu }} für alle {\displaystyle \lambda <\mu <\kappa } konstant ist.
Aus dem Satz von König folgt für jede Kardinalzahl {\displaystyle \kappa } die Ungleichung {\displaystyle \gimel (\kappa )>\kappa }.

### Allgemeine Potenzen
Für unendliche Kardinalzahlen {\displaystyle \kappa } und {\displaystyle \lambda } gilt:
- Ist {\displaystyle 2\leq \kappa \leq \lambda }, so ist {\displaystyle \kappa ^{\lambda }\,=\,2^{\lambda }}.

Man hat es also mit den oben behandelten Zweierpotenzen zu tun. Der Fall {\displaystyle \kappa >\lambda } erfordert weitere Unterfälle:
- Ist {\displaystyle \kappa >\lambda } und gibt es ein {\displaystyle \mu <\kappa } mit {\displaystyle \mu ^{\lambda }\geq \kappa }, so ist {\displaystyle \kappa ^{\lambda }\,=\,\mu ^{\lambda }}.
- Ist {\displaystyle \kappa >\lambda } und {\displaystyle \mu ^{\lambda }<\kappa } für alle {\displaystyle \mu <\kappa }, so ist {\displaystyle \kappa ^{\lambda }={\begin{cases}\kappa &{\text{falls }}\lambda <\operatorname {cf} \kappa \\\kappa ^{\operatorname {cf} \kappa }&{\text{sonst}}\end{cases}}}.

Die Situation vereinfacht sich, wenn man ZFC durch die sogenannte Singuläre-Kardinalzahlen-Hypothese erweitert. Diese besagt, dass für singuläre Kardinalzahlen {\displaystyle \kappa } mit {\displaystyle 2^{\operatorname {cf} \kappa }<\kappa } die Gleichung {\displaystyle \kappa ^{\operatorname {cf} \kappa }=\kappa ^{+}} bestehen soll, wobei {\displaystyle \kappa ^{+}} die Nachfolger-Kardinalzahl zu {\displaystyle \kappa } ist. Damit lässt sich die Potenz von Kardinalzahlen bereits etwas kompakter darstellen:
- Unter der Annahme der Singuläre-Kardinalzahl-Hypothese gilt für zwei unendliche Kardinalzahlen:

{\displaystyle \kappa ^{\lambda }={\begin{cases}2^{\lambda }&{\text{falls }}\kappa \leq 2^{\lambda }\\\kappa ^{+}&{\text{falls }}\kappa >2^{\lambda }{\text{ und }}\operatorname {cf} \kappa \leq \lambda \\\kappa &{\text{falls }}\kappa >2^{\lambda }{\text{ und }}\operatorname {cf} \kappa >\lambda \\\end{cases}}}
Die Singuläre-Kardinalzahl-Hypothese folgt aus der  verallgemeinerten Kontinuumshypothese. Setzt man sogar letztere voraus, erhält man die denkbar einfachsten Potenzierungsgesetze:
- Unter der Annahme der verallgemeinerten Kontinuumshypothese gilt für zwei unendliche Kardinalzahlen:

{\displaystyle \kappa ^{\lambda }={\begin{cases}\lambda ^{+}&{\text{falls }}\lambda \geq \kappa \\\kappa ^{+}&{\text{falls }}\operatorname {cf} \kappa \leq \lambda <\kappa \\\kappa &{\text{falls }}\lambda <\operatorname {cf} \kappa \end{cases}}}

### Hausdorff-Formel
Ohne zusätzliche Axiome gilt die 1904 von Felix Hausdorff bewiesene und nach ihm benannte Formel
{\displaystyle \aleph _{\alpha +n}^{\aleph _{\beta }}\,=\,\aleph _{\alpha }^{\aleph _{\beta }}\cdot \aleph _{\alpha +n}}
für alle Ordinalzahlen {\displaystyle \alpha } und {\displaystyle \beta } und alle natürlichen Zahlen {\displaystyle n}.

### Formel von Bernstein
Auf Felix Bernstein geht die auch als Bernsteinscher Alephsatz bezeichnete Formel
{\displaystyle \aleph _{n}^{\aleph _{\beta }}\,=\,2^{\aleph _{\beta }}\cdot \aleph _{n}}
für alle Ordinalzahlen {\displaystyle \beta } und alle natürlichen Zahlen {\displaystyle n} zurück, die sich leicht aus der Hausdorff-Formel ergibt.

## Vergleich mit Ordinalzahlarithmetik
Zwar werden die Kardinalzahlen als Teilklasse der Ordinalzahlen aufgefasst, aber die oben beschriebenen Kardinalzahloperationen sind nicht die Einschränkungen der gleichnamigen Operationen zwischen Ordinalzahlen. Bezeichnet man die Ordinalzahloperationen mit einem Punkt, so gilt etwa
{\displaystyle \aleph _{0}{\stackrel {.}{+}}\aleph _{1}=\aleph _{1}<\aleph _{1}{\stackrel {.}{+}}\aleph _{0}},
für Kardinalzahlen hingegen gilt nach Obigem
{\displaystyle \aleph _{0}+\aleph _{1}=\aleph _{1}+\aleph _{0}=\max\{\aleph _{0},\aleph _{1}\}=\aleph _{1}}.
Die Ordinalzahl {\displaystyle \aleph _{1}{\stackrel {.}{+}}\aleph _{0}} ist nicht einmal eine Kardinalzahl, denn {\displaystyle \aleph _{1}{\stackrel {.}{+}}\aleph _{0}} ist gleichmächtig zu {\displaystyle \aleph _{1}}, aber eine Kardinalzahl ist stets die kleinste unter allen gleichmächtigen Ordinalzahlen.